# Martwa natura z Biblią
Martwa natura z Biblią (hol. Stilleven met bijbel, ang. Still Life with Bible) – obraz Vincenta van Gogha namalowany w październiku 1885 podczas pobytu artysty w Nuenen.
Nr kat.: F 117, JH 946.

## Historia
Pod koniec października 1885 Vincent van Gogh napisał do brata Theo informując go o namalowaniu obrazu:
W odpowiedzi na Twój opis studium Maneta wysyłam Ci martwą naturę z Biblią, w przełamanej bieli, oprawioną w skórę, na czarnym tle z tylu i na żółto-brązowym z przodu, z domieszką cytrynowej żółci.
Na początku listopada wysłał również bratu egzemplarz Biblii, który posłużył mu jako wzór do namalowania obrazu:
Załączam Ci książkę Ch. Blanca w pudełku z obrazami oraz Biblię, którą ci w domu dali mi dla Ciebie, na podstawie której namalowałem martwą naturę.

## Interpretacja
Przedstawiona na obrazie Biblia należała do zmarłego pół roku wcześniej ojca, Theodorusa  van Gogha, który był pastorem holenderskiego kościoła reformowanego. Biblia była dla van Gogha symbolem tego wszystkiego, co widział w swoim ojcu, ślepo oddanym religii i wierze, na zawsze uwięzionym w staroświeckich poglądach. Martwa natura z Biblią to jeden z tych nielicznych dziel van Gogha, które jest pełne symboliki.
Malując go artysta rozliczył się z przeszłością. Biblia, która była symbolem jego domu rodzinnego i religijnego wychowania ma na obrazie przeciwstawienie w postaci książki Emila Zoli La Joie de Vivre ((pol. Radość życia), kultowego dzieła naturalizmu, uważanego przez van Gogha seniora za jedno z najbardziej niebezpiecznych dzieł.
Vincent an Gogh był wielkim admiratorem dzieł Zoli. Uważał, iż jest w nich (a także w dziełach innych naturalistów) zawarte świeże i nowoczesne spojrzenie na świat, w przeciwieństwie do Biblii, którą uważał za dzieło wsteczne.
Innym symbolem jest umieszczony na obrazie lichtarz ze zgaszoną świecą. Na ogół uważa się, że symbolizuje ona ojca artysty, który zmarł kilka miesięcy wcześniej a także fakt, iż Biblia dla samego van Gogha straciła wartość inspirującą. Według innej interpretacji znajdująca się obok Biblii świeca, symbol sacrum, nadaje jednakowe znaczeniu obu księgom umieszczonym na obrazie; zarazem fakt, iż jest zgaszona sugeruje, że obie one w Paryżu utracą dla Gogha znaczenie a w przyszłości jego jedyną religią stanie się sztuka.

## Kwestia Biblii na obrazie
Przyjęło się uważać, iż Biblia na obrazie jest rodzinną Biblią van Goghów, ale ostatnie badania w Van Gogh Muzeum wykazały, że była wydanym w 1882 reprintem tzw. Biblii Stanowej z 1712 i nie była biblią rodzinną ani też nie spełniała jakiejś określonej funkcji w domu van Goghów; była prawdopodobnie prezentem dla ojca artysty.